# Dajnowo Pierwsze
Dajnowo Pierwsze (biał. Дайнава 1, Dajnawa 1; ros. Дайнова 1, Dajnowa 1) – wieś na Białorusi, w obwodzie grodzieńskim, w rejonie lidzkim, w sielsowiecie Dzitwa.

## Historia
W dwudziestoleciu międzywojennym wieś i folwark leżące w Polsce, w województwie nowogródzkim, w powiecie lidzkim, w gminie Lida. W 1921 wieś Dajnowo liczyła 262 mieszkańców, zamieszkałych w 47 budynkach, wyłącznie Polaków wyznania rzymskokatolickiego. Folwark Dajnowo liczył 23 mieszkańców, zamieszkałych w 4 budynkach, wyłącznie Polaków. 14 mieszkańców było wyznania prawosławnego i 9 rzymskokatolickiego.
Po II wojnie światowej w granicach Związku Sowieckiego. Od 1991 w niepodległej Białorusi.